# احسان امانی
احسان امانی (زاده ۲۲ مرداد ۱۳۲۷)، بازیگر سینما و تلویزیون اهل ایران است.
او فارغ‌التحصیل رشته مهندسی برق در مقطع کارشناسی از کشور آلمان است. احسان امانی ازدواج کرده و یک دختر به نام «مروارید» و یک پسر به نام «امان» دارد. شغل اصلی او در حوزه تبلیغات و تیزر سازی است و به گفتهٔ خودش: «گهگاهی دوستان کارگردان لطف می‌کنند و از من در فیلم‌هایشان استفاده می‌کنند». وی در میان سالی وارد عرصه بازیگری شد و اغلب در نقش‌های منفی ایفای نقش می‌کند. او فعالیت خویش را به صورت جدی از سال ۱۳۸۱ در ۵۴ سالگی با فیلم «آبادان» به کارگردانی مانی حقیقی آغاز کرد.

## فیلم‌شناسی

### سینما
- لارو  (فیلم) (۱۳۹۹)
- حکم تجدیدنظر (۱۳۹۸)
- دیدن این فیلم جرم است! (۱۳۹۷)
- عطر داغ (۱۳۹۶)
- در وجه حامل (۱۳۹۶)
- پدیده (فیلم) (۱۳۹۵)
- خفه‌گی (۱۳۹۵)
- شماره ۱۷ سهیلا (۱۳۹۵)
- متولد ۶۵ (۱۳۹۵)
- ماحی (۱۳۹۴)
- بادیگارد (۱۳۹۴)
- گس (۱۳۹۱)
- پله آخر (۱۳۹۰)
- اقلیما (فیلم) (۱۳۸۵)
- چند روز بعد (۱۳۸۵)
- باغ‌های کندلوس (۱۳۸۳)
- طلای سرخ (۱۳۸۲)
- آبادان (فیلم) (۱۳۸۱)

### تلویزیون
- ذهن زیبا (۱۴۰۳)
- سوجان (۱۴۰۳)
- محرمانه (۱۴۰۲)
- تمام رخ (١۴٠١)
- بی نشان (١۴٠١)
- بچه مهندس ۳ (۱۳۹۹)
- بوی باران (۱۳۹۸)
- آچمز (۱۳۹۸)
- لحظهٔ گرگ و میش (۱۳۹۷)
- تاریکی شب، روشنایی روز (۱۳۹۷)
- بانوی عمارت (۱۳۹۷)
- نفس (۱۳۹۶)
- ماه و پلنگ (۱۳۹۵)
- چرخ فلک (۱۳۹۴)
- راه شیری (۱۳۹۳)
- دنیای بهتر (۱۳۹۰)
- یک نفر دیگر (۱۳۸۹)

### نمایش خانگی
- وحشی (۱۴۰۴)
- پوست شیر (۱۴۰۱)
- دراکولا (۱۳۹۹-۱۴۰۰)
- آقازاده (۱۳۹۹)
- قورباغه (۱۳۹۹)
- دیدن این فیلم جرم است! (۱۳۹۷)

## کارگردانی
- تهران من (مستند کوتاه، ۱۳۸۵)